# Géométrie moléculaire plane pentagonale
La géométrie moléculaire plane pentagonale est la géométrie moléculaire des composés chimiques dans lesquels un atome central, noté A, est lié à cinq atomes, groupes d'atomes ou ligands, notés X, avec deux doublets non liants, notés E, sur l'atome central. Les cinq ligands définissent les sommets d'un pentagone. Cette configuration est notée AX5E2 selon la théorie VSEPR.

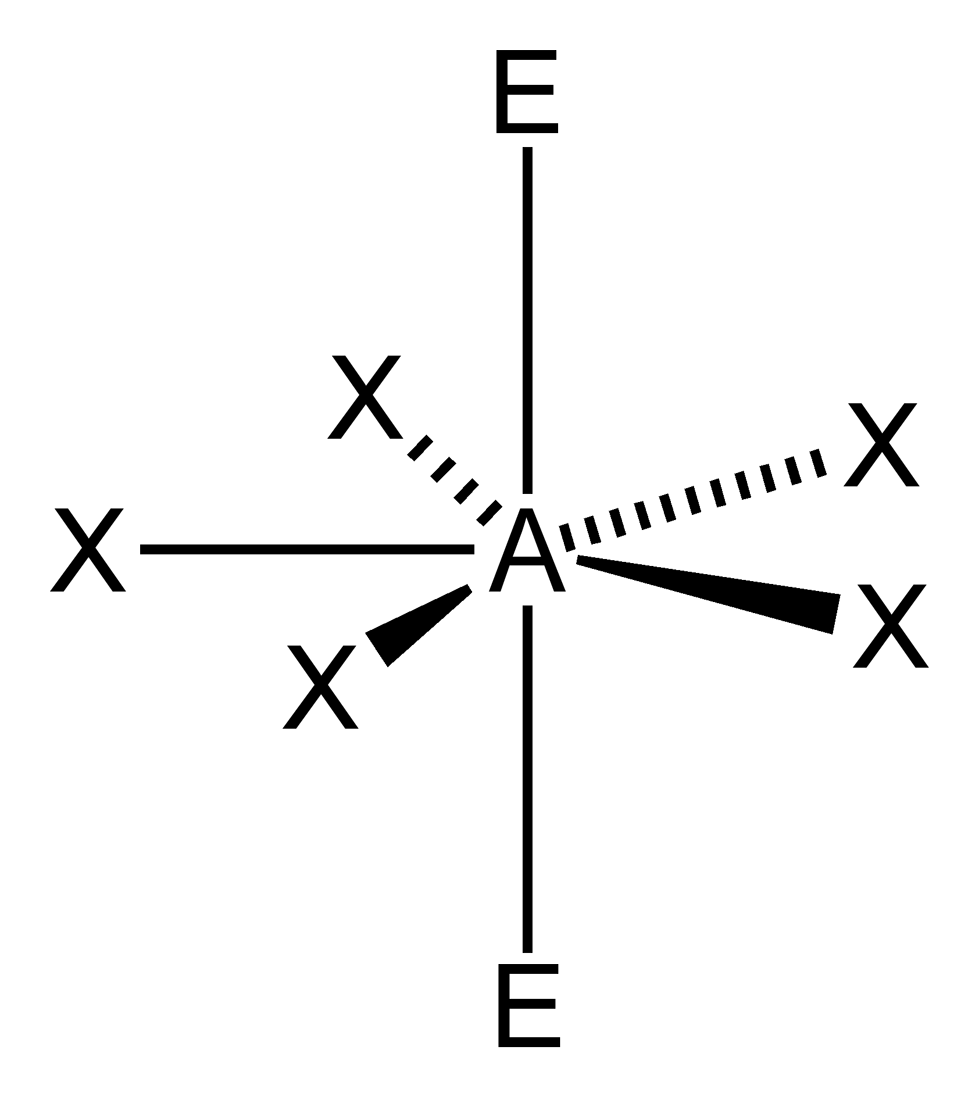
AX_{5}E_{2}

## Exemples
Les deux seules espèces planes pentagonales connues sont les ions isoélectroniques (électrons à neuf valences) XeF5− et IF52−.
Les deux sont dérivés de la géométrie moléculaire bipyramidale pentagonale avec deux doublets d'électrons non-liants occupant les positions apicales et les cinq atomes de fluor, tous équatoriaux.